# Макроберт, Карин
Карин Маар (англ. Karin Maar; в замужестве Филдс (англ. Fields); впоследствии Макроберт (англ. McRobert); род. 11 июня 1953 года, Мельбурн, Виктория, Австралия) — австралийская профессиональная баскетболистка, выступавшая в женской национальной баскетбольной лиге. Играла в амплуа разыгрывающего защитника. Чемпионка женской НБЛ (1985). Член Австралийского баскетбольного зала славы с 2010 года.
В составе национальной сборной Австралии Карин принимала участие на чемпионате мира 1975 года в Колумбии, мундиале 1979 года в Южной Корее и чемпионате мира 1983 года в Бразилии.

## Ранние годы
Карин Маар родилась 11 июня 1953 года в городе Мельбурн (штат Виктория).